# Офталмоплегија
Офталмоплегија или офталмопареза је  парализа или пареза  очних мишића. 
За интернуклеарну офталмоплегију или синдром један и по, као облике офталмоплегије лечење и прогноза (да ли се поремећај смањује или на крају нестаје) зависе од поремећаја који га је изазвао.

## Етиологија
Узроци офталмоплегије  могу бити разни, али су најчешћи: 
- трауматски  (фрактура базе лобање),
- запаљењски (менингитис, сифилис, ботулизам, полирадикулонеуритис),
- дегенеративни (прогресивна нуклеарна офталмоплегија),
- васкуларни (склеротична петехијална крварења у међумозгу),
- мултипла склероза,
- церебрални инфаркт,
- тумори можданог стабла и 4. коморе,
- интоксикација лековима (трицикличним антидепресивима, фенотиазином, барбитуратима, дифенином),
- метаболичке енцефалопатије (хепатична енцефалопатија, болест јаворовог сирупа)
- системски еритематозни лупус,
- трауматска повреда мозга,
- дегенеративне болести (прогресивна супрануклеарна парализа, спиноцеребеларна дегенерација),
- сифилис.

## Врсте офталмоплегије према месту настанка
По месту патоолошког процеса који је узроковао парализу, офталмоплегије могу бити:   
| Супрануклеарна офталмоплегија | Лезије су изнад једара, оштећени су кортикални центри за поглед, као и њхове везе са центром за хоризонтални поглед (понс) или центром за вертикални поглед (мезенцефалон). Пацијент не може ни вољно ни рефлексно да покреће очи. |
| Нуклеарна офталмоплегија      | Оштећење је на нивоу једара можданог стабла |
| Инфрануклеарна офталмоплегија | Оштећени су сами нерви, односно стабла. Може бити комплетна и некомплетна. Спољашња офталмоплегија означава одузетост мишића покретача ока, а унутрашња парализу глатке мускулатуре унутар ока (у ирису и цилијарном телу), зенице су широке и не реагују на светлост и акомодацију. |
| Интернуклеарна офталмоплегија | Једнострана је или обострана пареза адукције очних јабучица у латералном хоризонталном погледу али не и у конвергенцији. Код овог облика офталмоплегије оштећен је асоцијативни пут можданог стабла (лат. tractus longitudinais medialis), који повезује једра булбомотора међусобно и са једрима вестибулариса и једрима цервикалног дела кичмене мождине (уз помоћ ове везе човек окреће главу, очи и врат у исто време ка истој страни). |

## Дијагноза
Дијагноза се поставља се на основу офталмолошког и неуролошког прегледа и даљих испитивања ради утврђивања узрока (рендгенографија, ЦТ, НМР)

## Терапија
Лечење је етиолошко ако се зна узрок. Симптоматско лечење се састоји од медикаментног (витамин Б), физикалног (електротерапија) и оперативног.